# Phymatioderus bizonatus
Phymatioderus bizonatus är en skalbaggsart som beskrevs av Blanchard 1843. Phymatioderus bizonatus ingår i släktet Phymatioderus och familjen långhorningar. Inga underarter finns listade i Catalogue of Life.